# Габріела Нікулеску
Габріела Нікулеску (нар. 7 червня 1986) — колишня румунська тенісистка.
Найвищу одиночну позицію світового рейтингу — 376 місце досягла 4 липня 2005, парну — 199 місце — 20 лютого 2006 року.
Здобула 1 одиночний та 25 парних титулів туру ITF.
Завершила кар'єру 2008 року.

## Фінали ITF

### Одиночний розряд (1–2)
| Легенда         |
| --------------- |
| Турніри $25,000 |
| Турніри $10,000 |

| Результат | Ранг | Дата              | Турнір             | Покриття | Суперниця           | Рахунок       |
| --------- | ---- | ----------------- | ------------------ | -------- | ------------------- | ------------- |
| Поразка   | 1.   | 18 липня 2004     | Бухарест, Румунія  | Ґрунт    | Petra Novotníková   | 5-7, 6-7      |
| Поразка   | 2.   | 28 листопада 2004 | Каїр, Єгипет       | Ґрунт    | Yuliya Ustyuzhanina | 4-6, 4-6      |
| Перемога  | 3.   | 8 травня 2005     | Анталія, Туреччина | Ґрунт    | Орелі Веді          | 5-7, 6-2, 6-2 |

### Парний розряд (25-11)
| Результат | Ранг | Дата            | Турнір                   | Покриття | Партнерка           | Суперниці                              | Рахунок          |
| --------- | ---- | --------------- | ------------------------ | -------- | ------------------- | -------------------------------------- | ---------------- |
| Поразка   | 1.   | 18 серпня 2002  | Бухарест, Румунія        | Ґрунт    | Моніка Нікулеску    | Радослава Топалова Virginia Trifonova  | 4–6, 6–3, 3–6    |
| Перемога  | 2.   | 26 серпня 2002  | Бухарест, Румунія        | Ґрунт    | Моніка Нікулеску    | Івета Герлова Ніна Ніттінгер           | 6–2, 6–2         |
| Поразка   | 3.   | 16 березня 2003 | Макарська, Хорватія      | Ґрунт    | Моніка Нікулеску    | Штефані Гайднер Даніела Клеменшиц      | 6–3, 6–7(7), 4–6 |
| Перемога  | 4.   | 31 березня 2003 | Макарська, Хорватія      | Ґрунт    | Моніка Нікулеску    | Дарія Юрак Maria Jedlicková            | 6–2, 6–2         |
| Поразка   | 5.   | 20 квітня 2003  | Дубровник, Хорватія      | Ґрунт    | Моніка Нікулеску    | Мервана Югич-Салкич Дарія Юрак         | 2–6, 6–4, 2–6    |
| Поразка   | 6.   | 17 серпня 2003  | Бухарест, Румунія        | Ґрунт    | Моніка Нікулеску    | Анна Бастрікова Олена Весніна          | 4–6, 4–6         |
| Поразка   | 7.   | 31 серпня 2003  | Timișoara, Румунія       | Ґрунт    | Моніка Нікулеску    | Julia Ács Василіса Давидова            | 4–6, 3–6         |
| Перемога  | 8.   | 23 травня 2004  | Бухарест, Румунія        | Ґрунт    | Моніка Нікулеску    | Lenore Lazaroiu Andra Savu             | 6–4, 6–2         |
| Перемога  | 9.   | 6 червня 2004   | Constanţa, Румунія       | Ґрунт    | Міхаела Бузернеску  | Bianca Bonifate Diana Gae              | 6–4, 6–3         |
| Перемога  | 10.  | 13 червня 2004  | Piteşti, Румунія         | Ґрунт    | Міхаела Бузернеску  | Андреа Бенітес Естефанія Красіун       | 6–4, 6–4         |
| Перемога  | 11.  | 15 серпня 2004  | Târgu Mureș, Румунія     | Ґрунт    | Моніка Нікулеску    | Сімона Матей Барбара Поца              | 7–5, 6–1         |
| Перемога  | 12.  | 22 серпня 2004  | Ясси, Румунія            | Ґрунт    | Моніка Нікулеску    | Надіне Шлоттерер Eva Valková           | 7–5, 6–1         |
| Перемога  | 13.  | 29 серпня 2004  | Timişoara, Румунія       | Ґрунт    | Сорана Кирстя       | Lenore Lazaroiu Ралука Олару           | 6–1, 2–6, 6–2    |
| Перемога  | 14.  | 5 вересня 2004  | Арад, Румунія            | Ґрунт    | Сорана Кирстя       | Євгенія Савранська Сандра Заглавова    | 6–2, 6–2         |
| Поразка   | 15.  | 19 вересня 2004 | Софія, Болгарія          | Ґрунт    | Сандра Заглавова    | Кіра Надь Віраг Немет                  | 6–2, 2–6, 5–7    |
| Перемога  | 16.  | 6 лютого 2005   | Валі-ду-Лобу, Португалія | Тверде   | Меделіна Гожня      | Ірина Бурячок Ольга Панова             | 6–3, 6–4         |
| Перемога  | 17.  | 20 березня 2005 | Каїр, Єгипет             | Ґрунт    | Моніка Нікулеску    | Hanna Andreyeva Валерія Бондаренко     | 6–2, 6–3         |
| Перемога  | 18.  | 27 березня 2005 | Аїн Сохна, Єгипет        | Ґрунт    | Моніка Нікулеску    | Laura-Ramona Husaru Зара Раб           | 6–1, 6–1         |
| Поразка   | 19.  | 17 квітня 2005  | Чивітавекк'я, Італія     | Ґрунт    | Моніка Нікулеску    | Луціє Градецька Сандра Заглавова       | 4–6, 3–6         |
| Перемога  | 20.  | 8 травня 2005   | Анталія, Туреччина       | Ґрунт    | Моніка Нікулеску    | Ірина Бурячок Ольга Панова             | 6–3, 6–4         |
| Перемога  | 21.  | 15 травня 2005  | Анталія, Туреччина       | Ґрунт    | Моніка Нікулеску    | Renata Kucerková Катрін Верле-Шеллер   | 6–7, 6–0, 6–0    |
| Перемога  | 22.  | 21 травня 2005  | Пітешть, Румунія         | Ґрунт    | Меделіна Гожня      | Воїслава Лукич Андреа Попович          | 6–4, 6–3         |
| Перемога  | 23.  | 28 травня 2005  | Балш, Румунія            | Ґрунт    | Bianca Bonifate     | Ленка Длгополцова Alexandra Iacob      | 6–2, 7–5         |
| Перемога  | 24.  | 25 червня 2005  | Бухарест, Румунія        | Ґрунт    | Corina Corduneanu   | Олена Чалова Катерина Лопес            | 6–2, 6–4         |
| Перемога  | 25.  | 3 липня 2005    | Галац, Румунія           | Ґрунт    | Corina Corduneanu   | Василіса Давидова Ольга Панова         | 6-4, 5-7, 6-1    |
| Перемога  | 26.  | 23 липня 2005   | Бухарест, Румунія        | Ґрунт    | Меделіна Гожня      | Агнеш Сатмарі Oksana Teplyakova        | 6–3, 6–2         |
| Поразка   | 27.  | 23 жовтня 2005  | Севілья, Іспанія         | Ґрунт    | Моніка Нікулеску    | Сара Еррані Марія Хосе Мартінес Санчес | 2–6, 6–7(5)      |
| Поразка   | 28.  | 9 квітня 2006   | Афіни, Греція            | Ґрунт    | Моніка Нікулеску    | Ольга Брозда Маргіт Рйтель             | 6–2, 4–6, 2–6    |
| Перемога  | 29.  | 7 травня 2006   | Бухарест, Румунія        | Ґрунт    | Сорана Кирстя       | Сімона Матей Ралука Олару              | 6–4, 0–6, 7–6(3) |
| Перемога  | 30.  | 14 травня 2006  | Бухарест, Румунія        | Ґрунт    | Моніка Нікулеску    | Сорана Кирстя Дьяна Бузян              | 6–3, 6–0         |
| Перемога  | 31.  | 25 червня 2006  | Бухарест, Румунія        | Ґрунт    | Моніка Нікулеску    | Raluca Ciulei Неда Козич               | 6–2, 6–1         |
| Перемога  | 32.  | 30 липня 2006   | Арад, Румунія            | Ґрунт    | Лаура Йоана Пар     | Каролина Йованович Неда Козич          | 6–2, 6–3         |
| Перемога  | 33.  | 6 серпня 2006   | Бухарест, Румунія        | Ґрунт    | Лаура Йоана Пар     | Maria Luiza Crăciun Агнеш Сатмарі      | 6–3, 3–6, 6–4    |
| Поразка   | 34.  | 24 червня 2007  | Бухарест, Румунія        | Ґрунт    | Maria Luiza Crăciun | Kateryna Herth Oksana Uzhylovska       | 5-7, 3-6         |
| Перемога  | 35.  | 19 серпня 2007  | Constanţa, Румунія       | Ґрунт    | Diana Gae           | Александра Дамаскін Lenore Lazaroiu    | 6–3, 6–4         |
| Поразка   | 36.  | 11 липня 2008   | Бухарест, Румунія        | Ґрунт    | Mihaela Bunea       | Ірина-Камелія Бегу Йоана Гашпар        | 6–4, 3–6, [3–10] |